# 906 Repsolda
906 Repsolda este un asteroid din centura principală, descoperit pe 30 octombrie 1918, de Arnold Schwassmann.